# 菲利普斯堡 (摩泽尔省)
菲利普斯堡（法語：Philippsbourg，法語發音：[filipsbuʁ]；洛林法兰克语：Phillipsburch）是法国摩泽尔省的一个市镇，属于萨尔格米讷区。

## 地理
菲利普斯堡（48°59'0"N, 7°34'2"E）面积23.71 平方千米，位于法国大東部大區摩泽尔省，该省份为法国东北部内陆省份，是洛林的一部分，西南接默尔特-摩泽尔省，东临下莱茵省，北与卢森堡和德国接壤。
与菲利普斯堡接壤的市镇（或旧市镇、城区）包括：贝伦塔勒、埃格尔萨特、当巴克、什蒂策尔布龙、尼德布龙莱班、奥伯布龙。

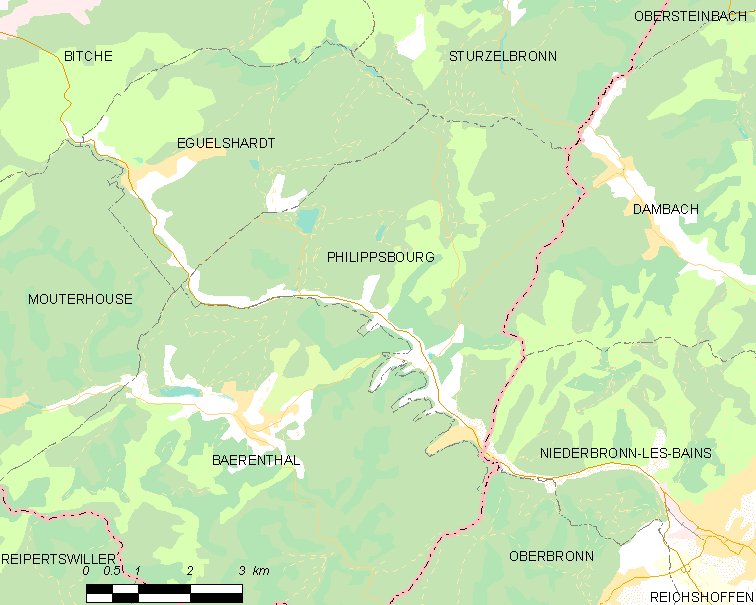
的OSM定位图

菲利普斯堡的时区为UTC+01:00、UTC+02:00（夏令时）。

## 行政
菲利普斯堡的邮政编码为57230，INSEE市镇编码为57541。

## 政治
菲利普斯堡所属的省级选区为比奇县。

## 人口

1962-2008年间人口变化图示

菲利普斯堡于2022年1月1日时的人口数量为615人。